# 信仰主義
信仰主義(英: Fideism)は、信仰は理性から独立したものである、または理性と信仰は互いに敵対しており特定の真実に到達するためには信仰の方が優れている、と主張する認識論の理論である。fideismという語はラテン語で信仰を意味するfidesに由来する。哲学者らは数多くの異なる形の信仰主義を明らかにしてきた。厳格な信仰主義者らは、神学的真実の発見において理性の居場所はないという立場をとる一方、穏健な信仰主義者らは、理性によって知ることのできる真実もあるものの信仰が理性の上に立つという考えをもつ。
神学者と哲学者は、形而上学の観念、道徳、宗教的な信念についての真実を決定する際の信仰と理性のあり方に関して、様々な方法で応じてきた。歴史的に、信仰主義をセーレン・キェルケゴール、ブレーズ・パスカル、ウィリアム・ジェームズ、ルートヴィヒ・ウィトゲンシュタインの四人の哲学者に帰するのが最も一般的である。信仰主義は異論を唱える人々によって否定的な意味のレッテルとして使われるが、これは異論を唱える人々自身の考え、作品、またはその賛同者によって必ずしも支持されるわけではない。時に、一定の立場を獲得している信仰主義の形として、我々は「信仰の場所を作るために知識を否定」しなければならないというイマヌエル・カントの有名な提案が挙げられることがある。

## 概説
アルヴィン・プランティンガは「信仰主義」を「信仰のみに対する排他的または基礎的な依存であり、結果として理性を軽視することとなり、とりわけ哲学的または宗教的な真実の追求において用いられる」と定義している。信仰主義者はそれゆえ「哲学的および宗教的な物事について、理性よりもむしろ信仰への依存を急き立てる」のであり、それゆえ理性の訴えを軽視するにつながることがある。信仰主義者は何よりも真実を追求し、理性はある種の真実を達成することはできず、これらの真実は信仰によってのみ受け入れられるはずだと主張する。

### テルトゥリアヌス
テルトゥリアヌスの信仰主義的な概念はオッカムのウィリアムやセーレン・キェルケゴールといった後の哲学者らに引き継がれた。テルトゥリアヌスはDe Carne Christi「キリストの肉について」において、「神の子は死んだ、それはもちろん信じられることだ、なぜならそれは不合理だからだ」と述べている。
一方で、テルトゥリアヌスの信仰主義的な人格を否定する者もおり、「不合理ゆえにわれ信ず」(Credo quia absurdum)という発言は時に教父の視点の例として引用されることがある。しかしながら、これはテルトゥリアヌスからの誤った引用であるとされており、テルトゥリアヌスは知的傲慢と哲学の誤用を批判してはいたが、理性と、信仰を守る上での理性の有用性には忠実であり続けた。

### パスカルと信仰主義

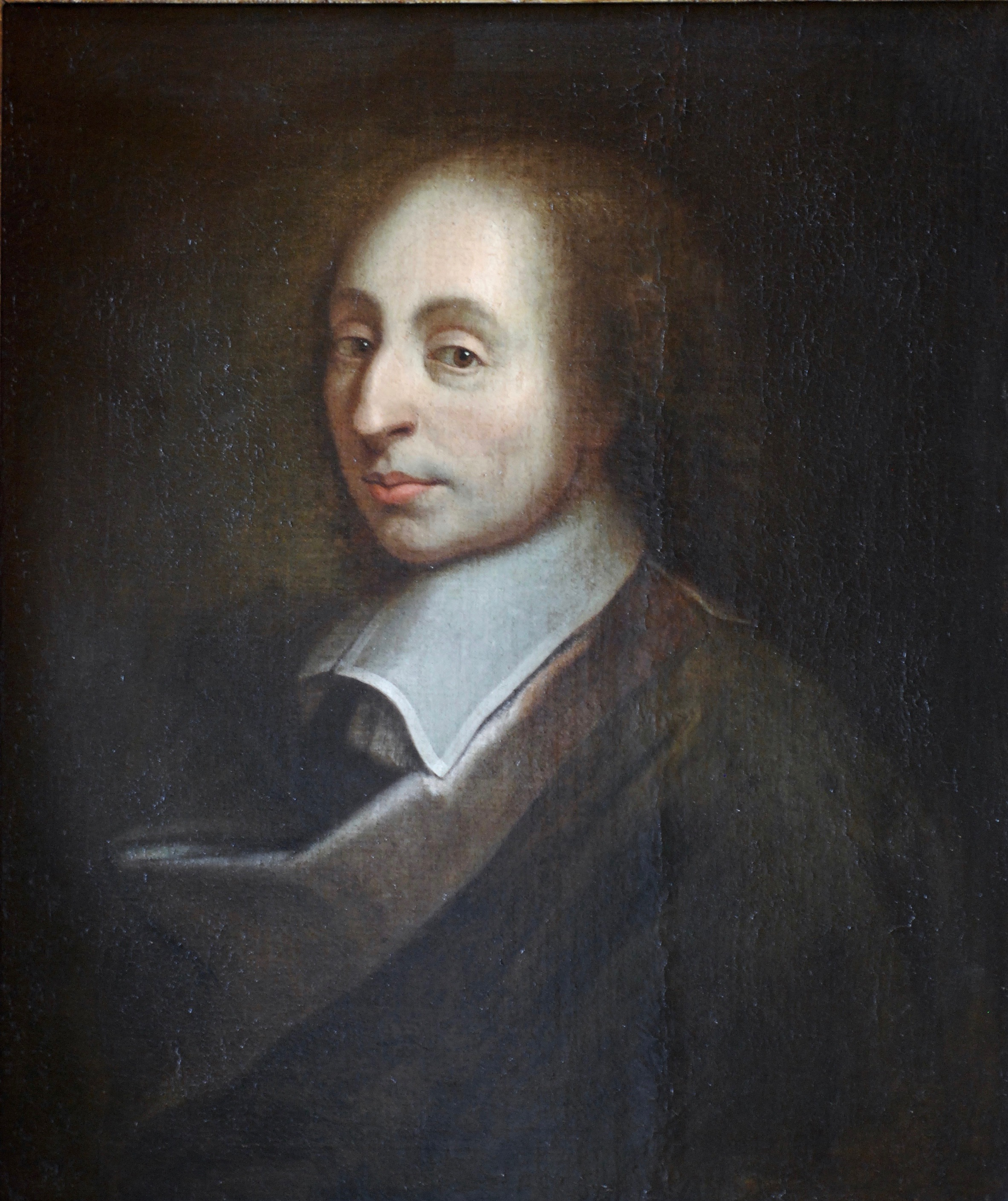
パスカル

神の存在の実用主義的な見方に関する理性的な議論であるパスカルの賭けによって想定される信仰主義の形もある。ブレーズ・パスカルは信仰について考える無神論者に対して、神への信仰を潜在的な報酬をもち合わせた無償の選択であるとみなすよう呼びかけている。神が確かに存在することを論じようとすることはなく、それが真であると仮定することに価値があるかもしれないということのみを論じようとする。無論、パスカルの賭けに伴う問題は特定の神に制限されるものではないが、次の引用で言及されるように、パスカルはキリスト教的なもの(ユダヤ教徒とキリスト教徒の両方によって神と呼ばれるもの)を念頭に置いていた。パスカルはパンセで次のように述べている。
説明できない宗教への信念を告白しているのだから、誰がキリスト教徒らを自身の信念について理由付けができていないと言って非難するだろうか？　世界に向けて事細かに説明するとき、彼らはそれを愚かさ(stultitiam)だと宣言していて、それからあなたは彼らがそれを証明していないからと不平を言うのだ！　もしも彼らがそれを証明してしまったら、彼らは約束を守らないだろう。彼らが理解に欠けているわけではないことを示すのは、証明がないゆえのことである。—パンセ 223節
パスカルは加えて、神の存在について提示された様々な証明を見当違いであるとして異を唱えた。たとえ証明が有効だったとしても、証明のために提示される存在が歴史的な信仰によって崇められる神と適合せず、容易に啓示宗教ではなく理神論へとつながりうる。「アブラハム、イサク、そしてヤコブの神—哲学者らの神ではなく！」